# Edgard Potier
Dominique Edgard Antoine Potier, né à Seraing, le 2 novembre 1903, décédé à Reims, le 11 janvier 1944 était un officier belge de la Force aérienne belge durant la Seconde Guerre mondiale qui prit part à une mission connue sous le nom de Mission Martin en vue de mettre sur pied la Possum line en France et en Belgique. Capturé et torturé par les Allemands, Edgard Potier se donne la mort le 11 janvier 1944,,,,.

## Éléments biographiques
Dominique Potier, qui préfère se faire appeler par son second prénom: Edgard, termine ses études de polytechnique militaire en 1928. Il épouse alors Ida Martin originaire de Florenville. Le couple donne naissance à une fille, Josiane en 1929.
En mai 1940, il est capitaine à la Force aérienne belge et commande la première escadrille de reconnaissance de nuit dont les appareils sont presque entièrement détruits lors de l'invasion allemande à Neerhespen. Edgard Potier se replie avec ses hommes à Tours en France où il prend possession de nouveaux appareils. Le 25 mai 1940, lors d'un vol de liaison vers des troupes restées dans le secteur de Bruges, il est abattu et contraint à un amerrissage dans la Manche. Il est récupéré par le HMS Greyhound et conduit à Douvres. Le 26 mai 1940, il est débarqué à Dunkerque pour regagner la Flandre et terminer sa mission. Le 13 juin 1940, il est à nouveau en France, à Moissac. En août 1940, il est de retour en Belgique et tandis qu'il effectue, comme de nombreux officiers de l'armée belge défaite, des travaux administratifs, il contribue à la mise sur pied de la Légion belge. Le 13 novembre 1941, il quitte toutefois Bruxelles pour regagner Londres via la France, l'Espagne et le Portugal. Il arrive en Angleterre, le 25 mars 1942. Le 27, il entre à la Royal patriotic school et subit un interrogatoire en règle jusqu'au 3 avril (pour s'assurer de sa loyauté). Il intègre alors les Forces belges reconstituées et est détaché à l'école de pilotes de la Royal Air Force. À 39 ans, éprouvant des difficultés au pilotage des avions modernes, il est réformé de la RAF et ne peut plus faire partie du service actif en raison de son âge. Il rejoint alors le MI9 et la sûreté de l'État belge. En juillet 1943, il est parachuté dans le sud de la Belgique, en Province de Luxembourg près de Suxy en compagnie d'un opérateur radio canadien, Conrad Lafleur. À cette époque, de nombreux équipages alliés dirigeant leurs attaques sur l'Allemagne étaient abattus au-dessus des Ardennes belges. La mission d'Edgard Potier, connue sous le nom de Mission Martin en Belgique et de Possum line en France consistait à exfiltrer ces équipages en les cachant dans un premier temps en territoire occupé. Il s'agissait de pourvoir à l'intendance, de leur fournir des faux-papiers avant de les acheminer vers des safe-houses à Reims et dans sa région. Contrairement aux Ardennes belges, la Champagne permettant les évacuations aéroportées par Lysander.
Entre août et décembre 1943, trois opérations furent conduites avec succès et permirent de rapatrier 11 membres d'équipage et un agent du SOE. L'organisation apporta également son aide pour un sauvetage permettant à des alliés de regagner les côtes britanniques en novembre 1943. L'opération avait été montée par le réseau Jade-Fitzroy. La Possum line consistait à acheminer les candidats à l'exfiltration depuis les safe-houses de Paris vers l'Angleterre au travers du réseau Comète. Ces organisations étaient complémentaires de bien des manières. Bien qu'aucune données exhaustives n'existent, on estime le nombre de personnes secourues par Possum à 60-70 aviateurs.
Après son retour en Angleterre où il resta un moment, Edgard Potier fut à nouveau parachuté en France, le 28 décembre 1943. Conrad Lafleur était en train de transmettre un message à Londres lorsqu'il fut surpris par les Allemands. Il parvint à s'échapper mais fut arrêté plus tard, ce qui sera le point de départ d'un enchainement de circonstances qui conduiront à l'arrestation d'Edgard Potier. Ce dernier, arrêté, sera tout d'abord conduit à la prison de Fresnes à Paris. On le ramena ensuite à Reims où il fut sévèrement torturé ce qui le conduisit au suicide, le 11 janvier 1944. Les arrestations se poursuivant dans la région de Reims, le réseau fut démantelé. Sur la septantaine de membres que comportait le réseau Possum, 60 furent arrêtés et déportés dont moins de la moitié revinrent.

## Inhumation
La dépouille d'Edgard Potier fut exhumée à Reims et transférée à Arras, le 24 août 1950 où il reçut, au même titre que cinq autres compatriotes belges tués sur le territoire français, les honneurs de l'Armée française en présence de leurs familles. Le 18 septembre 1950, il fut à nouveau inhumé dans la pelouse d'honneur Force aérienne 155, cette fois avec les honneurs militaires de l'Armée belge dans le cimetière d'Evère à Bruxelles.

## Reconnaissances

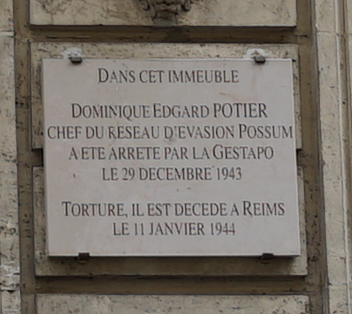
Plaque à Reims.

- En 1954, son nom fut choisi pour la 109e Promotion polytechnique de l'École royale militaire de Belgique  (Promotion Major Aviateur Dominique Potier)[8],[9].
- Une plaque est inaugurée au 6, rue des Mémorettes à Florenville où la famille résida, le 1er juillet 1995[8].